# Atout
Pour les articles homonymes, voir Atout (homonymie).

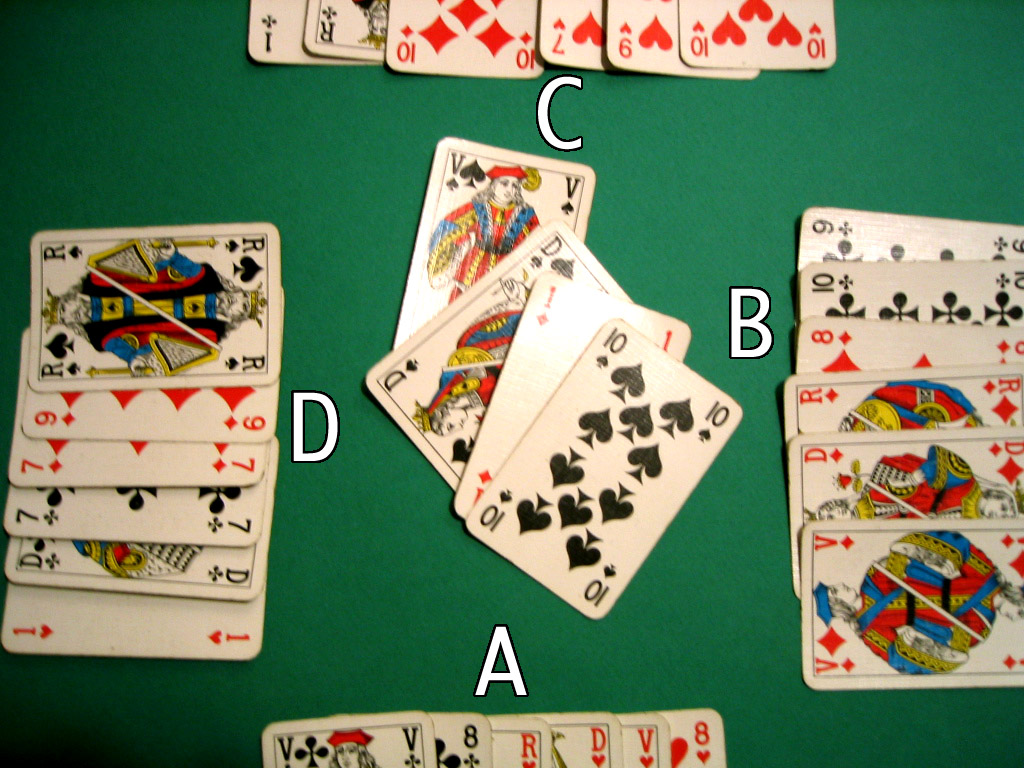
Un pli à la belote. Le premier joueur a joué du pique, couleur que le troisième joueur n'avait pas : il a joué un carreau à la place. Si les carreaux sont d'atout, le troisième joueur remporte le pli.

Un atout  est une carte à jouer dont la valeur est supérieure à la normale dans un jeu de levées. Typiquement, l'intégralité d'une couleur est désignée comme atout ; ses cartes ont alors une valeur supérieure à toutes les cartes des autres couleurs.

## Étymologie
Le mot « atout » provient simplement de l'expression « à tout », probablement dans le sens « jouer pour tout l'enjeu » ; ce terme est présent en 1440 dans « jouer atout » au sens de « jouer dangereusement », utilisé figurativement dans le contexte d'un siège.
Le français employait anciennement le terme « triomphe, ». Ce terme dérive de l'italien trionfi (en), un jeu de cartes, lui-même dérivé du latin triumphus, « triomphe, procession victorieuse », du grec (par l'étrusque) θρίαμβος (en) (thríambos), un hymne à Dionysos chanté lors des processions en son honneur. Très populaire en Europe de l'Ouest au XVIe siècle, ce jeu a conduit par exemple aux termes triunfo en espagnol, Trumpf en allemand et trump en anglais. En français, le triomphe est resté le nom d'un jeu de cartes, tandis que la carte s'est appelée atout. Certaines langues européennes ont adopté le terme français (hongrois adu, grec ατού, atoú). L'origine du russe козырь, kozyr, n'est pas connue, peut-être un emprunt à une source turque. Le polonais utilise atut, trumf et kozer.

## Généralités

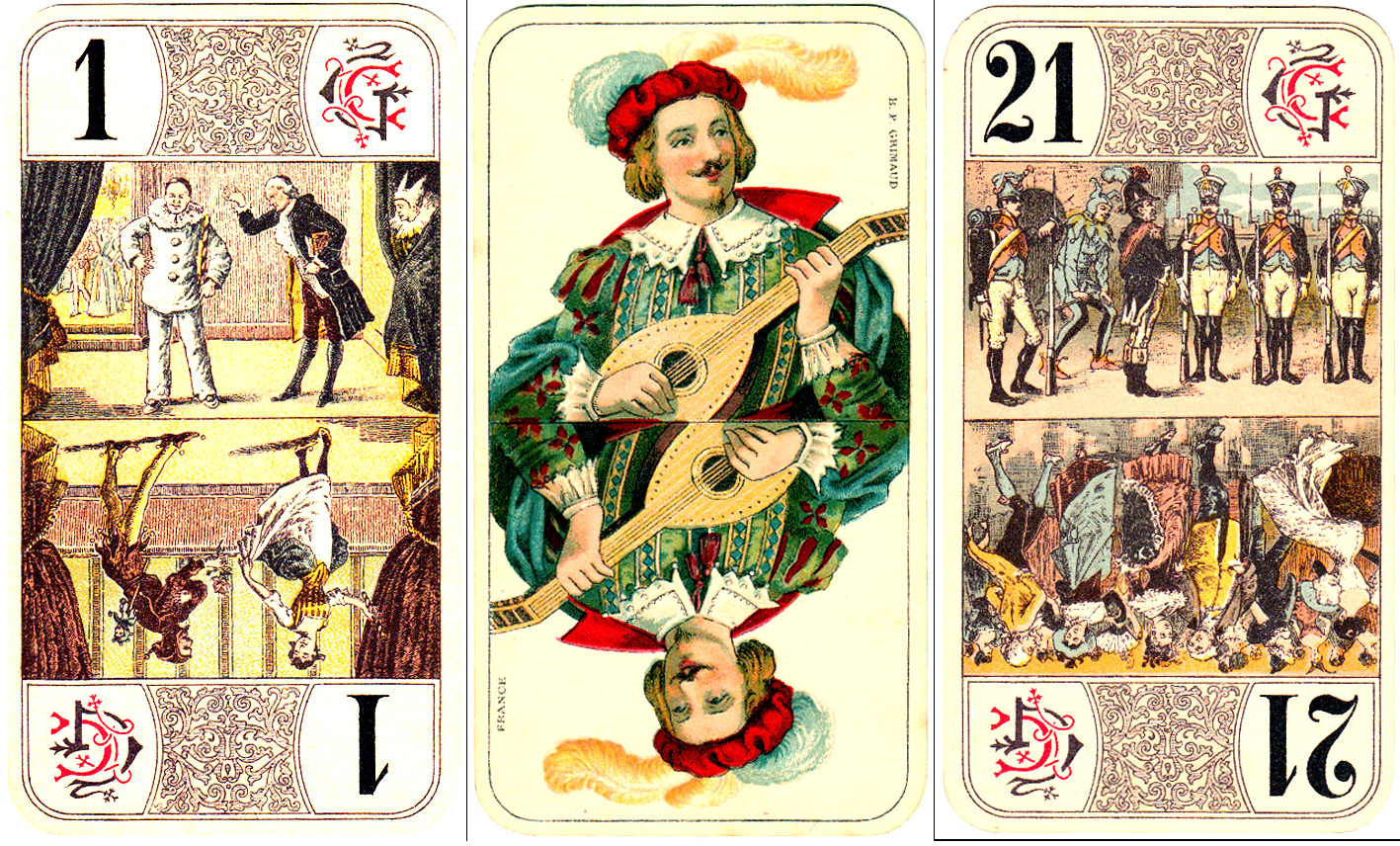
1 et 21 d'atout au tarot, encadrant l'excuse. Les jeux de tarot disposent d'un groupe entier de cartes, numérotées et distinctes des couleurs classiques, qui jouent le rôle d'atout.

Dans les jeux de levées, les joueurs exposent à leur tour l'une des cartes de leur jeu et le joueur ayant posé la carte de plus grande valeur remporte le pli. Si certains jeux n'accordent pas d'importance à la couleur des cartes, d'autres définissent une couleur d'atout, prééminente sur les trois autres : si un joueur joue une carte d'atout (et si aucun autre joueur ne joue une carte d'atout de valeur supérieure), il remporte le pli quelles que soient les cartes jouées par ses adversaires.
La couleur d'atout peut être prédéfinie (comme dans l'Atout Pique), changer régulièrement, dépendre de la main précédente (ninety-nine (en)), déterminée au hasard (bésigue), déterminée par la dernière carte d'un joueur désigné au préalable (whist), dépendre de la première carte jouée ou choisie par un joueur (barbu) ; dans certains jeux (bridge, skat, belote, coinche, etc.) les joueurs enchérissent pour avoir le droit de choisir la couleur d'atout.
Quelques jeux définissent, outre une couleur d'atout, des valeurs d'atout. Par exemple, à la zole, les dames et les valets forment les atouts supérieurs, d'une valeur plus grande que toutes les autres cartes. Les carreaux forment les atouts inférieurs, moins forts que les dames et les valets, mais plus que le reste des cartes.
Dans beaucoup de jeux, les cartes d'atout ne peuvent pas être jouées tant que le joueur possède la couleur lui permettant de suivre le pli : il ne peut en jouer que si la couleur demandée est épuisée (on dit qu'il « coupe »). Si dans le même pli un autre joueur joue un atout de valeur supérieure, on dit qu'il « surcoupe » ; certains jeux, comme le tarot, imposent de surcouper si le joueur en a la possibilité. D'autres jeux ne comportent aucune de ces règles et les joueurs peuvent joueur l'atout quand ils le désirent.
Dans certains jeux, l'ordre des cartes n'est pas le même à l'atout et aux autres couleurs. À la belote par exemple, les deux cartes d'atout les plus fortes sont le valet et le neuf ; en dehors de l'atout, les deux cartes les plus fortes sont l'as et le dix, le valet et le neuf ayant une valeur nettement plus faible.
Le tarot français contient un ensemble de 21 cartes distinctes des 56 cartes traditionnelles, qui forment collectivement les atouts.